# Рокбрюн Кап Мартен
Рокбрю̀н Кап Мартѐн (на френски: Roquebrune-Cap-Martin) е град в югоизточна Франция, част от департамента Алп Маритим на регион Прованс-Алпи-Лазурен бряг. Населението му е около 12 000 души (2021).
Разположено е на 300 метра надморска височина в подножието на Френските Предалпи, на брега на Средиземно море и на 4 километра югозападно от Мантон. Селището е основано през 970 година от графа на Вентимиля като укрепление на западната граница на владенията му, а през 1355 година крепостта е продадена на рода Грималди, владеещ близкото Монако. Присъединено е към Франция през 1860 година. Днес то е морски курорт на Лазурния бряг и предградие на Мантон, разположено между неговия център и Монако.

## Известни личности
Починали в Рокбрюн Кап Мартен
- Александър Михайлович (1866 – 1933), руски велик княз
- Льо Корбюзие (1887 – 1965), архитект
- Ксения Александровна (1875 – 1960), руска велика княгиня
- Карл Август фон Саксония-Ваймар-Айзенах (1844 – 1894), херцог на Саксония